# Josephine Crawley Quinn
Josephine Crawley Quinn est une historienne et archéologue britannique spécialiste d'histoire grecque, romaine et phénicienne. Elle est professeur à l'Université d'Oxford.

## Biographie et études
Elle effectue ses études au Wadham College puis passe sa thèse, Imperialism and Culture in North Africa: The Hellenistic and Early Roman Eras à l'Université de Californie à Berkeley.

## Carrière
Josephine Crawley Quinnest co-directrice du centre d'Oxford pour les études phéniciennes et puniques.
Elle co-dirige avec Andrew Wilson et Elizabeth Fentress la mission archéologique brittano-tunisienne à Utique.

## Publications
- (en) Quinn, J.C. 2010. The reinvention of Lepcis. dans Bollettino di Archeologia ON LINE. Roma 2008 - International Congress of Classical Archaeology Meetings Between Cultures in the Ancient Mediterranean.
- (en) Quinn, J. et Wilson, A. 2013. Capitolia dans Journal of Roman Studies n°103, pp. 117–173.
- (en) Quinn, J.C., McLynn, N, Kerr et Hadas, D. 2014. Augustine's Canaanities. Papers of the British School at Rome 82, pp.175-197.
- (en) Quinn, J.C. and Vella, N.C. 2014. The Punic Mediterranean: Identities and Identification from Phoenician Settlement to Roman Rule. Cambridge: Cambridge University Press.
- (en) Quinn, J.C. 2017. Translating empire from Carthage to Rome. Classical Philology 112(3), pp.312-331.
- (en) Quinn, J. 2018. In Search of the Phoenicians. Princeton: Princeton University Press : traduit sous le titre A la recherche des Phéniciens, éd. La Découverte, août 2019  (ISBN 9782348042027)
- (en) Quinn, J. 2024. How the World Made the West. Random House (ISBN 9780593729793)